# Jack Gelber
Jack Gelber (Chicago, 1932 - 2003) foi um dramaturgo, professor e encenador norte-americano, especialmente conhecido pela sua peça The Connection (1959), levada à cena pelo The Living Theatre e mais tarde passada a cinema por Shirley Clarke em 1961.

1. ↑  «Jack Gelber | Off-Broadway, Theater, Drama | Britannica». www.britannica.com (em inglês). Consultado em 1 de outubro de 2024